# نینو تارانتو
نینو تارانتو (ایتالیایی: Nino Taranto؛ ‏ ۲۸ اوت ۱۹۰۷ – ۲۳ فوریهٔ ۱۹۸۶) بازیگر و کمدین اهل ایتالیا بود.
وی در سال ۱۹۵۴ برنده جایزه انجمن ملی فیلم ایتالیا بهترین بازیگر مرد شده‌است.
از فیلم‌های وی می‌توان به در پاسگاه پلیس رخ داد و ریتا پشه اشاره کرد.